# جوزيه كوينسي
جوزيه كوينسي (بالإنجليزية: Josiah Quincy)‏ هو محامي وسياسي أمريكي، ولد في 7 مارس 1793 في لينوكس في الولايات المتحدة، وتوفي في 19 يناير 1875 في الولايات المتحدة. انتخب عضو مجلس ولاية نيوهامبشير.